# Vinon-sur-Verdon
 Vinon-sur-Verdon  (en occitano Vinon-sus-Verdon) es una población y comuna francesa, en la región de Provenza-Alpes-Costa Azul, departamento de Var, en el distrito de Brignoles y canton de Rians.

## Demografía
| 843 | 810 | 1204 | 1672 | 1832 | 2196 | 2752 | 2992 |
| Para los censos de 1962 a 1999 la población legal corresponde a la población sin duplicidades (Fuente: INSEE [Consultar]) |     |      |      |      |      |      |      |